# Julien Vermote
Julien Vermote (Kortrijk, Flandes Occidental, 26 de juliol de 1989) és un ciclista belga, professional des del 2011, quan fitxà pel Quick Step després de tres temporades a l'equip amateur Beveren 2000. El seu germà Alphonse també és ciclista.
En el seu palmarès destaca la victòria als Tres dies de Flandes Occidental del 2012.

## Palmarès
- 2008
  - Vencedor d'una etapa dels Dos dies del Gaverstreek
- 2009
  -  Campió de Bèlgica sub-23 en contrarellotge
  - 1r al Trofeu van Haspengouw
  - Vencedor d'una etapa del Tour de l'Alt Anjou
- 2010
  - 1r a la Brussel·les-Opwijk
  - 1r al Campionat de Flandes occidental en contrarellotge sub-23
- 2012
  - 1r als Tres dies de Flandes Occidental
- 2014
  - Vencedor d'una etapa a la Volta a la Gran Bretanya
- 2016
  -  Campió del món en contrarellotge per equips
  - Vencedor d'una etapa a la Volta a la Gran Bretanya

### Resultats al Giro d'Itàlia
- 2012. 89è de la classificació general
- 2013. 132è de la classificació general
- 2014. 88è de la classificació general

### Resultats al Tour de França
- 2015. 116è de la classificació general
- 2016. 189è de la classificació general
- 2017. 139è de la classificació general
- 2018. 75è de la classificació general